# Soul Notes''
Soul Notes é o segundo disco da cantora portuguesa Aurea lançado a 26 de novembro de 2012 através da Sony Music e da Blim Records. Apesar de poder ser ouvido mais géneros no disco além do Soul é essa a base do disco. O álbum esteve no top durante 34 semanas e o seu recorde foi o 5ºLugar. Através desse disco foram lançados 3 singles. O primeiro antes chamado Scratch My Back e depois Nothing Left To Say e The Star. Scratch My Back foi nomeado para o Globo de Ouro de canção do Ano mas perdeu para Desfado de Ana Moura.
O disco foi composto por Rui Ribeiro, João Pedro Matos e Ricardo Ferreira. A revelação do disco foi feita dia 7 de setembro de 2012 (dia em que Aurea completava 25 anos) através da Rádio Comercial onde Aurea cantou Scratch My Back.
| Número | Nome                                  | Créditos                                        | Tempo |
| ------ | ------------------------------------- | ----------------------------------------------- | ----- |
| 1      | Don't You Dare To Touch Her           | João Pedro Matos, Ricardo Ferreira, Rui Ribeiro | 3:12  |
| 2      | The Star                              | João Pedro Matos, Ricardo Ferreira, Rui Ribeiro | 4:16  |
| 3      | Scratch My Back                       | João Pedro Matos, Ricardo Ferreira, Rui Ribeiro | 3:27  |
| 4      | Goodbye Song                          | João Pedro Matos, Ricardo Ferreira, Rui Ribeiro | 3:36  |
| 5      | Nothing Left To Say                   | João Pedro Matos, Ricardo Ferreira, Rui Ribeiro | 4:48  |
| 6      | I'f You're Good To Me                 | João Pedro Matos, Ricardo Ferreira, Rui Ribeiro | 3:32  |
| 7      | Look At Me Now                        | João Pedro Matos, Ricardo Ferreira, Rui Ribeiro | 4:12  |
| 8      | Do What's Best For You                | João Pedro Matos, Ricardo Ferreira, Rui Ribeiro | 3:23  |
| 9      | I Think I'm In Love (Counting Planes) | João Pedro Matos, Ricardo Ferreira, Rui Ribeiro | 4:12  |
| 10     | Twice Upon A Time                     | João Pedro Matos, Ricardo Ferreira, Rui Ribeiro | 4:04  |
| 11     | Watch And Learn                       | João Pedro Matos, Ricardo Ferreira, Rui Ribeiro | 3:11  |
| 12     | Just Like You                         | João Pedro Matos, Ricardo Ferreira, Rui Ribeiro | 4:10  |
| 13     | Start Over                            | João Pedro Matos, Ricardo Ferreira, Rui Ribeiro | 3:34  |

Nome- Soul Notes
Géneros- Soul, R&B, Blues, Reggae, Country e Rock
Duração- 49 minutos
Gravadoras- Sony Music, Blim Records
Composição- João Pedro Matos, Ricardo Ferreira, Rui Ribeiro.
Antecessor- Aurea
Sucessor- Restart
Singles- Scratch My Back, Nothing Left To Say, The Star
https://portuguesecharts.com/showitem.asp?interpret=Aurea+%5BPT%5D&titel=Soul+Notes&cat=a
https://open.spotify.com/album/5Ubmsu3YYz9YHDeWebg2xs